# The Coster's Wedding (film 1904 Fitzhamon)
The Coster's Wedding è un cortometraggio muto del 1904 diretto da Lewin Fitzhamon.

## Trama
Cinque scene: L'uscita dalla chiesa, la colazione di nozze, il picnic a Hampstead, allo Spaniards' Inn, in casa degli sposi.

## Produzione
Il film fu prodotto dalla Hepworth.

## Distribuzione
Distribuito dalla Hepworth, il film - un cortometraggio della lunghezza di 83,8 metri - uscì nelle sale cinematografiche britanniche nell'aprile 1904. Non si hanno altre notizie del film che si ritiene perduto, forse distrutto nel 1924 quando il produttore Cecil M. Hepworth, ormai fallito, cercò di recuperare l'argento del nitrato fondendo le pellicole.